# Fresno del Camino
Fresno del Camino es una localidad española, perteneciente al municipio de Valverde de la Virgen, en la provincia de León y la comarca de Tierra de León, en la Comunidad Autónoma de Castilla y León. Cuenta con una población de 569 habitantes, según el INE de 2020.
Situado sobre el arroyo del Truévano que vierte sus aguas al arroyo de la Oncina, afluente del río Esla.
Los terrenos de Fresno del Camino limitan con los de La Virgen del Camino al norte, Oteruelo de la Valdoncina al noreste, Armunia y Villacedré al este, Quintana de Raneros al sureste, Oncina de la Valdoncina al suroeste, La Aldea de la Valdoncina al oeste y Valverde de la Virgen y Montejos del Camino al noroeste.
Perteneció a la antigua Hermandad de Valdoncina.